# 最佳宗教音樂專輯獎
傳藝金曲獎最佳宗教音樂專輯獎是自2000年第11屆金曲獎增設並持續頒發至2021年第32屆傳藝金曲獎的獎項。2022年，主辦的國立傳統藝術中心考量該獎項報名數在傳藝金曲獎呈現下降趨勢，並希望出版類作品以音樂類型進行評選，宣布取消最佳宗教音樂專輯獎，相關作品仍可依音樂類型報名傳藝金曲獎其他獎項。

## 歷屆入圍暨得獎名單
| 年份 屆次       | 得獎作品                                                     | 其他入圍作品 |
| --------------- | ------------------------------------------------------------ | --- |
| 2000 （第11屆） | 《大悲咒─藏咒精選》 源動力文化發展事業有限公司               | 《牧心》普音文化事業股份有限公司 《「袍修羅蘭」之別境尋聲》普音文化事業股份有限公司 《誰念南無─佛教梵唄之美》佛光文化事業有限公司 《綠度母心咒》源動力文化發展事業有限公司                                                         |
| 2001 （第12屆） | 《遙喚根本上師－藏咒精選二》 源動力文化發展事業有限公司      | 《遊來遊去》如是我聞文化股份有限公司 《恆河的聲音》如是我聞文化股份有限公司 《金鼓－永恆的憶念》普音文化事業股份有限公司 《歡唱》財團法人台北市基督教救世傳播協會天韻有聲出版社                                                    |
| 2002 （第13屆） | 《佛教涅槃曲－佛說阿彌陀經》 財團法人台北愛樂文教基金會      | 《地藏菩薩本願經》如是我聞文化股份有限公司 《為主贏得城市》果實有聲出版社 《你是信實的上帝》讚美之泉視聽文化股份有限公司 《音聲海．世間燈》普音文化事業股份有限公司                                                                |
| 2003 （第14屆） | 《伊的疼惜》 財團法人救世傳播協會天韻有聲出版社              | 《藏樂》源動力文化發展事業有限公司 《朝山梵唄》梵音文化事業公司 《我的救主，我的王》撒母耳文化事業出版社 |
| 2004 （第15屆） | 《你是我最愛》 財團法人台灣基督長老教會傳播基金會            | 《琴韻神語》家威影音實業有限公司 《和平的使者》福爾摩沙合唱團 《馬拉威是咱的兄弟》財團法人台灣基督長老教會傳播基金會 《悉達多美麗的一生》普音文化事業股份有限公司                                                                  |
| 2005 （第16屆） | 《大寶法王在菩提迦耶》 源動力文化發展事業有限公司            | 《咱是一場戲》財團法人台北市基督教救世傳播協會天韻有聲出版社 《白馬入蘆花─又名「無題48+1」》普音文化事業股份有限公司 |
| 2006 （第17屆） | 《如果輕啟這扇窗》 詮釋音樂文化事業有限公司                  | 《<袍修羅蘭>之二胡套曲─如來卷軸》普音文化事業股份有限公司 《佛門大孝地藏經》靜思文化志業有限公司 《Angel Star天使部落》盤石製作有限公司 《疼你到永遠》有情天音樂股份有限公司                                                       |
| 2007 （第18屆） | 《萬慧天 慧皇國》 光正萬教殿                                 | 《把愛留下》財團法人台北市基督教救世傳播協會天韻有聲出版社 《心中的陽光》如是我聞文化股份有限公司 |
| 2008 （第19屆） | 《啟示錄 前卷-另人驚嘆的未來世界》 希望之聲文化有限公司      | 《以音聲求》心心南管樂坊 《花香飄來時》風潮音樂國際股份有限公司 《耶和華是我的牧者》財團法人台灣基督長老教會大直教會 《禮頌Ⅲ─劉志明聖樂作品集》福爾摩沙合唱團                                                                      |
| 2009 （第20屆） | 《慈悲三昧水懺》 如是我聞文化股份有限公司                    | 《聖母之歌》財團法人聖保祿孝女會附設上智文化事業 《Stabat Mater 聖母哀悼曲》凌軒企業社 《天。詩-心靈牧者》生活力人文工作室 《貝斯特的聖誕》社團法人台灣彩虹愛家生命教育協會 《來自發源地的呼喚》財團法人台灣基督長老教會泰雅爾中會 |
| 2010 （第21屆） | 《梁皇寶懺》 如是我聞文化股份有限公司                        | 《日光之上－台語聖詩專輯》台北室內合唱團 《大福音》有情天音樂股份有限公司 |
| 2011 （第22屆） | 《至好朋友就是耶穌》 福爾摩沙合唱團                          | 《感恩之歌》財團法人聖保祿孝女會附設上智文化事業 《闖》財團法人基督教台灣信義會 《平安歌》風潮音樂國際股份有限公司 《祈菩行》風潮音樂國際股份有限公司                                                                              |
| 2012 （第23屆） | 《福爾摩沙合唱團大師系列音樂會之四 宗教歌曲》 福爾摩沙合唱團 | 《快樂song》如是我聞文化股份有限公司 《虛空藏籟》易藝暢響文化事業有限公司 《法譬如水～懺悔業障、果報障（音樂雙CD）》靜思人文志業股份有限公司                                                                                       |
| 2013 （第24屆） | 《油菜花開的季節》 風潮音樂國際股份有限公司                  | 《日光之上II─台語聖詩專輯》台北室內合唱團 《懺》靜思人文志業股份有限公司 《祈菩行 II》風潮音樂國際股份有限公司 《神劇以利亞～以色列的戰車馬兵》箴言.詩篇聖樂團暨管絃樂團                                                           |
| 2014 （第25屆） | 《覺性彩虹》 風潮音樂國際股份有限公司                        | 《傳--Makanal》汎昇音樂有限公司 《聖詩之美III》凌軒企業社 《尋禪》財團法人法鼓山文教基金會-法鼓文化 《星光正燦爛》財團法人伽耶山基金會                                                                                             |
| 2015 （第26屆） | 《<般若>佛教讚頌交響樂》 財團法人夢蓮花文化藝術基金會        | 《愛啟程 Love is on the way》財團法人卓越藝術傳播基金會附屬卓越出版社 《傳承．悸動》基石音樂有限公司 《<禪心．寧靜>香光佛教梵唄經典專輯—佛曲古韻》財團法人伽耶山基金會                                                             |
| 2016 （第27屆） | 《馬偕的生命詩歌行旅》 基石音樂有限公司                      | 《菩薩行》財團法人法鼓山文教基金會法鼓文化 《不幻》風潮音樂國際股份有限公司 《Blessing苦中的祝福》可圈藝術國際有限公司 《華嚴海會》風潮音樂國際股份有限公司 《詩而父得》學園傳道會音為愛福音音樂事工                               |
| 2017 （第28屆） | 《山中的上帝》 好有感覺音樂事業有限公司                      | 《神的殿天的門》臺北靈糧堂 《永恆的讚美》歐讚文化事業有限公司 《禮頌 IV》直締友聲室內合唱團 《太陽王傳說-憶師恩紀念專輯》財團法人夢蓮花文化藝術基金會                                                                              |
| 2018 （第29屆） | 《再見再見》 風潮音樂國際股份有限公司                        | 《拜通青陽身外身》禾廣娛樂股份有限公司 《哈利路亞》亞洲唱片有限公司 《對我說—孫惠玲創作詩歌集》斐亞文化藝術股份有限公司 《連耶穌也搖擺》可圈藝術國際有限公司                                                                       |
| 2019 （第30屆） | 《只為了禰》 台灣基督長老教會艋舺教會                        | 《鏡中大提琴》風潮音樂國際股份有限公司 《回憶一位偉大的宗教家VI》寶勝國際文化事業股份有限公司 《蒙安慰／獻感恩雙CD專輯》台北靈糧堂豐收聖樂布道團 《綻放—和合共趣菩提路》財團法人夢蓮花文化藝術基金會                               |
| 2020 （第31屆） | 《邀．與祂共舞》 好有感覺音樂事業有限公司                    | 《我願降服》社團法人中華民國國度豐收協會附屬希伯崙異象工場 |
| 2021 （第32屆） | 《猿聲猿音》 滾石國際音樂股份有限公司                        | 《光明真言》原動力文化發展事業有限公司 《更新》財團法人台北市基督教救世傳播協會 《決戰生死》財團法人夢蓮花文化藝術基金會 《賞賜》斐亞文化藝術股份有限公司                                                                          |

## 外部連結
- 國立傳統藝術中心 （页面存档备份，存于）
- 第35屆傳藝金曲獎 （页面存档备份，存于）
- 傳藝金曲獎的Facebook專頁